# 林維爾福爾斯 (北卡羅萊納州)
林維爾福爾斯（英語：Linville Falls）是位於美國北卡羅萊納州埃弗里縣、伯克縣及麥克道威縣的非建制地區。

## 歷史
林維爾福爾斯的郵局自1899年營運至今。

## 地理
林維爾福爾斯所處的海拔為高於海平面996米（即3268英呎），而該地所採用的時區為UTC-5，即北美东部时区（EST）。同時該地設有夏令時間，為UTC-5調快一小時，即UTC-4（EDT）。